# Puchar Uzdrowisk Karpackich
Das Puchar Uzdrowisk Karpackich (zu Deutsch: Pokal des Karpatenvorlands) ist ein polnisches Straßenradrennen in der Region der Woiwodschaft im Karpatenvorland. 
Das Eintagesrennen wird seit 1999 veranstaltet. Von 2002 bis 2004 war es ein Rennen der Kategorie 1.5, seit 2005 ist es Teil der UCI Europe Tour in UCI-Kategorie 1.2. Bisher dominieren die Radrennfahrer aus Polen die Siegerliste. Der Rekordsieger des Wettbewerbs sind Adrian Honkisz und Maciej Paterski, die das Rennen zweimal gewinnen konnte.

## Palmarès
| Jahr | Sieger                | Zweiter            | Dritter              |          |
| ---- | --------------------- | ------------------ | -------------------- | -------- |
| 1999 | Zbigniew Piątek       | Tomasz Brożyna     | Cezary Zamana        |          |
| 2000 | Piotr Wadecki         | Arkadiusz Wojtas   | Piotr Chmielewski    |          |
| 2002 | Tomasz Lisowicz       | Dariusz Skoczylas  | Zbigniew Wyrzykowski |          |
| 2003 | Ján Valach            | Roman Broniš       | Cezary Zamana        |          |
| 2004 | Arkadiusz Wojtas      | Marek Rutkiewicz   | Oleksandr Klymenko   |          |
| 2005 | Radosław Romanik      | Wojciech Pawlak    | Maroš Kováč          |          |
| 2006 | Roman Broniš          | Mart Ojavee        | Mariusz Witecki      |          |
| 2007 | Mateusz Mróz          | Kazimierz Stafiej  | Sergei Firsanow      |          |
| 2008 | Mariusz Witecki       | Dariusz Baranowski | Maroš Kováč          |          |
| 2009 | Mathias Belka         | Jacek Morajko      | Oleksandr Scheydyk   |          |
| 2010 | Marek Rutkiewicz      | Tomasz Marczyński  | Jacek Morajko        |          |
| 2011 | Jacek Morajko         | Marek Rutkiewicz   | Kristjan Fajt        |          |
| 2012 | Sylwester Janiszewski | Steffen Radochla   | Robert Radosz        |          |
| 2013 | Adrian Honkisz        | Karel Hník         | Jacek Morajko        |          |
| 2014 | Paweł Franczak        | Adam Stachowiak    | Olexandr Prewar      |          |
| 2015 | Adrian Honkisz        | Roman Maikin       | Łukasz Owsian        |          |
| 2016 | Antonio Parrinello    | Peeter Pruus       | Michał Podlaski      |          |
| 2017 | Maciej Paterski       | Paweł Bernas       | Marek Rutkiewicz     |          |
| 2018 | Maciej Paterski       | Michał Podlaski    | Mateusz Grabis       |          |
| 2019 | John Mandrysch        | Patrik Tybor       | Siim Kiskonen        |          |
| 2020 | abgesagt              | abgesagt           | abgesagt             | abgesagt |
| 2021 | abgesagt              | abgesagt           | abgesagt             | abgesagt |